# Vasilopita
La vasilopita (in greco: Βασιλόπιτα, letterariamente "torta di San Basilio") è una torta di capodanno tipica della Grecia e di molte altre zone, dai paesi dell'Europa Orientale e dell'area dei Balcani.

## Descrizione
Nel dolce viene nascosta una moneta o un ciondolo, per augurare buona fortuna al ricevente. Viene fatta con diversi tipi di pasta, secondo la tradizione familiare e regionale, incluso lo tsoureki.
Viene associata al giorno di san Basilio Magno, il 1º gennaio, in gran parte della Grecia, ma in alcune regioni le tradizioni legate ad una torta contenente una moneta sono estese anche all'Epifania o al Natale.
In altre aree dei Balcani esiste la stessa tradizione, pur se non associata a capodanno: la pratica è documentata in Romania, Serbia (česnica, mangiata a Natale); Albania (pitta, fatta sia da cristiani che da musulmani) e Bulgaria (pogatcha, novogodichna banitsa, svity vasileva bogatcha).